# Нефтяная промышленность

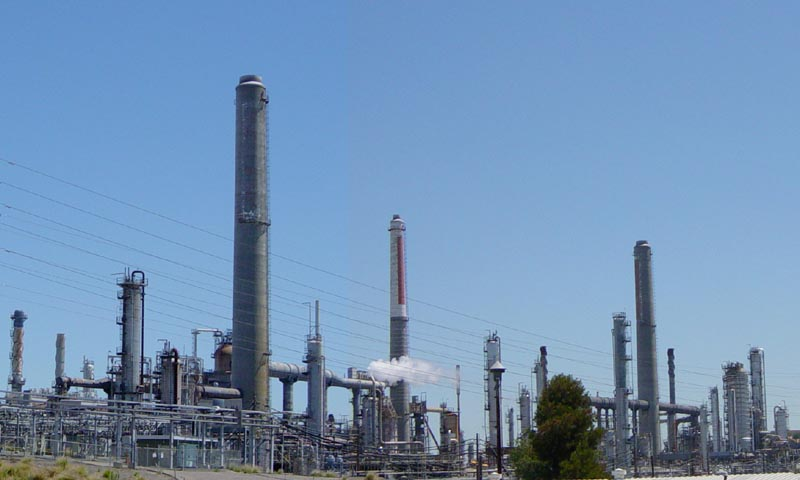
Нефтеперерабатывающий завод Shell в городе Мартинес

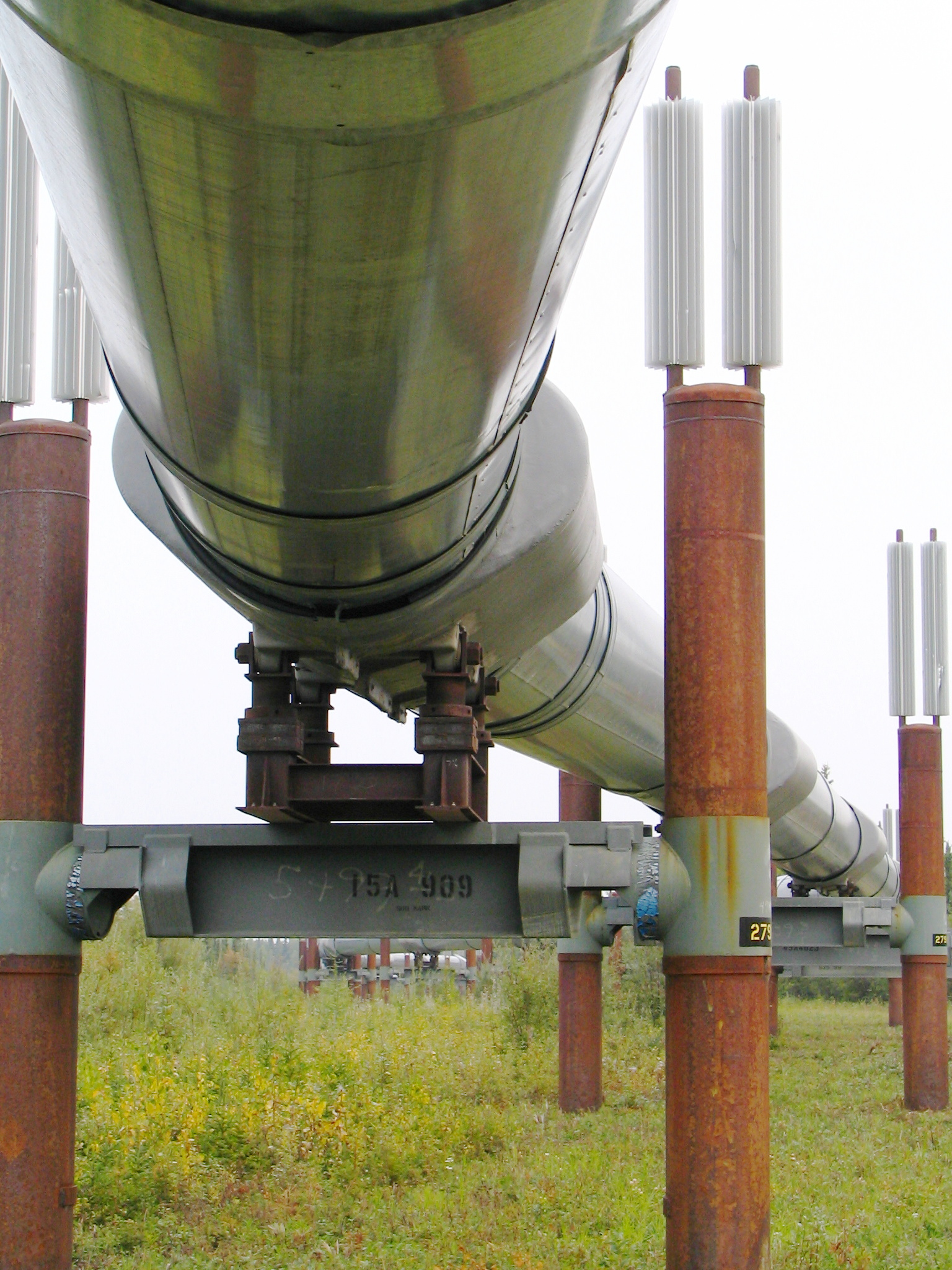
Наземный нефтепровод на Аляске

Нефтяная промышленность — отрасль экономики, занимающаяся добычей, переработкой, транспортировкой, складированием и продажей полезного природного ископаемого — нефти и сопутствующих нефтепродуктов.
К смежным отраслям промышленности относят: геофизику, бурение, производство нефтегазового оборудования. Основу нефтяной промышленности составляют вертикально-интегрированные нефтяные компании.

## Нефтедобыча
Нефтедобыча — это сложный производственный процесс, включающий в себя геологоразведку, бурение скважин и их ремонт, очистку добытой нефти от воды, серы, парафина и многое другое. Нефтедобычей занимается нефтегазодобывающее управление — предприятие (или структурное подразделение предприятия) занимающееся добычей и перекачкой «сырой» нефти и газа до узла коммерческого учёта. В инфраструктуру НГДУ обычно входят ДНС (дожимные насосные станции), КНС (кустовые насосные станции), УПСВ (установка предварительного сброса воды), внутрепромысловые трубопроводы (нефтепроводы).

## Транспортировка нефти
Нефтепроводы — инженерно-технические сооружения трубопроводного транспорта, предназначенные для транспорта нефти. Различают магистральные и промысловые нефтепроводы. Сооружение и обслуживание трубопровода весьма дорогостоящее, тем не менее это наиболее дешёвый способ транспортировки газа и нефти.
Для транспортировки нефти по водным путям используются танкеры и супертанкеры (сверхкрупные океанские танкеры, водоизмещением от 320 000 метрических тонн, (см. дедвейт) которые используются для перевозки сырой нефти из порта загрузки в место перегрузки или непосредственно на нефтеперерабатывающий завод).

## Переработка нефти
Цель переработки нефти (нефтепереработки) — производство нефтепродуктов, прежде всего, различных топлив (автомобильных, авиационных, котельных и т. д.) и сырья для последующей химической переработки. Бензин, керосин, дизельное топливо и технические масла подразделяются на различные марки в зависимости от химического состава. Завершающей стадией производства НПЗ является смешение полученных компонентов для получения готовой продукции требуемого состава.

### Основные продукты нефтепереработки
| - Нефтехимикаты (Пластмассы) - Асфальт - Дизельное топливо - Мазут - Бензин |  | - Керосин - Сжиженный нефтяной газ (СНГ) - Нефтяные масла - Смазочные материалы - Парафин - Дёготь |  |

Между этапами добычи и переработки нефтепродукты складируются в резервуарах-нефтехранилищах. В нефтяной промышленности применяются стальные резервуары Шухова. Для контроля содержимого резервуара используются пробоотборники. В периоды снижения спроса на международные перевозки нефти супертанкеры используются как гигантские плавучие хранилища нефти.
- Черно-белый фильм из архива. Важнейшие продукты нефтепереработки.

## Коррупция в нефтяном сектора
Риск появления коррупции в нефтяном секторе связан со следующими его особенностями:
- объём операций — сделки в отрасли связаны с очень крупными суммами;
- большая маржа (цены отрасли, как правило, существенно превышают себестоимость);
- концентрация финансовых потоков и как следствие снижение подотчетности получающих доходы правительственных агентств перед населением;
- сложность технологий, структуры отрасли, правовых и налоговых механизмов помогают коррупционерам маскировать свою деятельность;
- естественные монополии: появление естественных монополий, характерное для отрасли, создает возможности для коррупции через регулирование доступа к ресурсам или введения платы за их использование;
- сложившейся крепкой коррупционной системой.

### Виды коррупции, характерные для отрасли
- Политическая коррупция, задача которой — влияние на политику в отрасли, принятие законов и режимов налогообложения, выгодных определенным лицам или группам лиц в ущерб общему благу.
- Административная коррупция — злоупотребление служебными полномочиями с целью незаконного получения дохода или иных выгод в обмен на одобрение каких-либо операций (торговых или хозяйственных), попустительство коррупции, «нужное» толкование налогового законодательства.
- Патентная коррупция — присвоение идей и изобретений индивидуальных изобретателей фирмами или чиновничеством.
- Коммерческая коррупция — злоупотребления в области закупок и тендеров, откаты и раздувание затрат руководящих работников и администраторов.
- Крупномасштабная коррупция — прямое присвоение крупных денежных сумм через нецелевое использование производственных мощностей, продуктов или доходов.

### Основные участники коррупционных схем в отрасли
- Правительства — коррупционные отношения могут возникать между правительствами стран, потребляющими нефть и добывающими её.
- Нефтяные компании и компании, обслуживающие нефтяной сектор.
- Влиятельные торговцы, чьи действия варьируются от лоббирования до заключения незаконных сделок, от политической до крупномасштабной коррупции.
- Банки — отмывание средств, незаконно полученных в результате коррупционной деятельности [1].

## Нефтяная промышленность в России
Согласно данным Госкомстата РФ в 2007 году добыто 491 млн тонн нефти, что на 2,1 % больше, чем в 2006 году (480 млн тонн), в результате темпы роста добычи нефти в России превысили темпы роста мирового спроса на нефть более чем в полтора раза.
По данным статистического агентства США, в 2007 году потребление переработанной нефти в России составило 28,9 % от добычи нефти — 2,8 млн баррелей в день. Чистый экспорт нефти и нефтепродуктов составил 71,1 % от добычи нефти — 6,9 млн баррелей в день.
Нефть является главной статьёй российского экспорта. По данным Федеральной таможенной службы, в 2007 году из России было вывезено 233,1 млн тонн сырой нефти на 114,15 млрд долл., что составляет около 32,4 % российского экспорта. Существует заблуждение о необходимости поставки нефти на экспорт для обеспечения импорта продукции массового потребления. Так, даже если бы Россия вообще не поставляла нефть на экспорт в 2005 году, торговый баланс России был бы в профиците на $46 млрд.
Добычей нефти занимаются несколько нефтяных компаний, крупнейшими из которых по результатам 2007 года являются ОАО «Роснефть», ОАО «Лукойл» и ОАО «ТНК-BP» .